# スタンレー・プラニン
スタンレー・プラニン（Stanley　Pranin、1945年7月24日 - 2017年3月7日）は、アメリカ出身の合気道家（合気会5段）、編集者。合気道史研究の第一人者であり、『合気ニュース』初代編集長。

## 来歴
- 1945年 アメリカ・カリフォルニア州、サンペドロに生まれる。
- 1962年　高校の時に合気道を始め、1965年に初段取得。その後、十数年にわたり北カリフォルニア、南カリフォルニア、エチオピアの各地で合気道を指導。
- 1974年 カリフォルニアにて英語版『合気ニュース』を創刊。
- 1977年　日本に移住。『合気ニュース』を日英版とする。
- 1985年　「開祖を偲ぶ友好演武会」を開催（～1987年まで）
- 1990年　『合気ニュース』を英語版、日本語版に分けて出版。
- 2001年　英語版『合気ニュース』（AIKIDO JOURNAL）をメールマガジンとする。
- 2002年　武道交流の祭典「AIKI EXPO」を主催（～2005年まで）。アメリカに帰国後は、インターネットマガジン『Aikido Journal』編集長。
- 2017年　アメリカ、ネバダ州ラスベガスにて胃癌のため死去。

## 業績
- 合気道開祖・植芝盛平の生涯、とりわけ戦前の大東流の影響を色濃く残す技法から晩年の精神性・宗教性を重んじる合気道への変化の過程に焦点を当て、会派を越えて多数の合気道関係者に取材して「合気ニュース」を創刊した。
- 戦前（1938年）に植芝が自費出版し、僅かな弟子にのみ配布した技術書「武道」を発見。のちに斉藤守弘の監修による「武道」の解説書を出版した。
- 合気道のみならず、そのルーツとなった大東流を始め、各種武術の師範に取材し、また相互理解の場として友好演武会・講習会を主催した。